# 中野一雄
中野 一雄（なかの かずお、1910年 - 2000年1月22日）は、日本の音声学者、言語学者、英語学者。

## 略歴
- 1910年 東京市下谷区根岸で生まれる
- 1981年 上智大学を退職。
- 1983年4月 上智大学名誉教授。

## 著書

### 単著
- 『日本語の根本問題』大東亜文化協会編、増進社出版部、1943年（第一篇「言語学上よりみたる日本語」を中野徹の名で）
- 『世界文化の概念』
- 『ロイ・モルガンと日本』アート出版 1971年
- 『英語母音論』学書房 1973年
- 『英語子音論』学書房 1973年
- 『みみなぐさ』アート出版 1985年
- 『浮島物語』アート出版 1988年
- 『影太郎三態』アート出版 1989年

### その他
- 『音声学大辞典』日本音声学会 1976年
- 「かんがるき」ソフィア：西洋文化ならびに東西文化交流の研究（上智大学）1988年

## 関連文献
- ブルーメ小島タカ「中野一雄先生の思い出(中野一雄教授(本学会名誉会員)追悼文)」『音声研究』第4巻第1号、日本音声学会、2000年、72頁、doi:10.24467/onseikenkyu.4.1_72_2、ISSN 1342-8675、NAID 110008762732。